# Cox's Bazar (distrikt i Bangladesh)
Cox's Bazar (engelska: Cox's Bazar District) är ett distrikt i Bangladesh.   Det ligger i provinsen Chittagong, i den sydöstra delen av landet, 290 km sydost om huvudstaden Dhaka. Antalet invånare är 2 289 990.
Trakten runt Cox's Bazar består till största delen av jordbruksmark. Runt Cox's Bazar är det mycket tätbefolkat, med 1 517 invånare per kvadratkilometer.